# Psyllaephagus ypsilon
Psyllaephagus ypsilon är en stekelart som beskrevs av Edgar F. Riek 1962. Psyllaephagus ypsilon ingår i släktet Psyllaephagus och familjen sköldlussteklar.
Artens utbredningsområde är Anguilla. Inga underarter finns listade i Catalogue of Life.